# Ictus
ICTUS is een Belgisch ensemble voor hedendaagse muziek. Ze werken regelmatig samen met het dansgezelschap Rosas.

## Biografie
In 1983 richtten muzikant en filmmaker Thierry De Mey, muzikant Peter Vermeersch (zie onder andere Flat Earth Society), componist Walter Hus, Eric Sleichim (zie Bl!ndman), klarinettist Dirk Descheemaeker en cellist François Deppe het sextet Maximalist! op. Ze verzorgden de muziek bij een aantal van de eerste voorstellingen van Anne Teresa De Keersmaeker en Wim Vandekeybus. In 1990 trad dirigent Georges-Elie Octors toe tot het ondertussen uitgebreide gezelschap en opereerden ze onder de naam Twelve Belgian Musicians. In 1994 kozen ze de naam Ictus, wat zoveel betekent als 'het hoofdaccent van een woord in poëzie of zang'. Ze traden voor de eerste keer met deze naam op in het Brusselse Luna Theater, met een programma met muziek van Vermeersch, De Mey, Béla Bartók, Anton Webern en György Ligeti.
Het ensemble gebruikte vanaf 1994 de repetitieruimte van het dansgezelschap Rosas in Brussel als thuisbasis. De eerste samenwerking met het gezelschap van De Keersmaeker was voor de voorstelling Kinok in 1994. In 1995 volgde de tweede gezamenlijke voorstelling Amor Constante. Just Before werd in 1997 hun derde voorstelling met Rosas. I Said I volgde in 1999, Drumming with Rosas in 2000 Rain in 2002, 3Abschied in 2010, Vortex Temporum in 2014, en Verklärte Nacht in 2015.
In 2002 brachten ze met Waits / Weill een programma met liederen van Tom Waits en Kurt Weill, met rockzanger Kris Dane en mezzosopraan Maria Husmann. Deze productie ging in première in Concertgebouw Brugge en trok dan langs Maison de la Culture d'Amiens, Festival Musica Strasbourg, Kaaitheater Brussel en eindigde met andere zangers in Opéra De Lille. Deze productie werd tussen 2004 en 2010 verschillende keren opnieuw opgevoerd, in Frankrijk, Duitsland, Noorwegen, Luxemburg, Korea, Italië en Nederland.
Ictus werkte met choreograaf Wim Vandekeybus voor een heropvoering van diens debuutvoorstelling What the body does not remember uit 1987. In 2013 werd deze voorstelling een aantal keren getoond in deSingel in Antwerpen, om in 2014 en '15 te touren langs de KVS in Brussel, Les Écuries in Charleroi, Teatro Central in Sevilla, Schauspiel Köln, Festspielhaus Hellerau in Dresden, CC Zwaneberg in Heist-op-den-Berg en Sadler's Wells in Londen. Ictus werkte ook met andere choreografen, waaronder Maud Le Pladec, Noé Soulier, Eleanor Bauer en Fumiyo Ikeda.
In 2018 en 2019 voerde Ictus een serie uitvoeringen op van de minimalistische opera Einstein on the Beach van Philip Glass en Robert Wilson. Samen met dirigenten Georges-Elie Octors en Tom De Cock en Collegium Vocale Gent. Zangeres Suzanne Vega nam de rol van de verteller op zich. Deze uitvoering was gefocust op het muzikale aspect. Het ballet van Lucinda Childs dat bij de originele uitvoering hoorde, werd verruild voor "een verfijnd, subtiel lichtplan" van beeldend kunstenares Germaine Kruip, die de verschillende opvoeringsruimtes "herdacht als installatie". Uitvoeringen van deze opera vonden plaats in Concertgebouw Brugge, Theater und Philharmonie Essen, De Doelen in Rotterdam, Muziekgebouw Eindhoven, De Oosterpoort in Groningen, Teatro Arriaga Antzokia in Bilbao, Palau de la Musica in Barcelona, deSingel in Antwerpen en TivoliVredenburg in Utrecht.
In samenwerking met de Filharmonische Vereniging van Brussel en het Kaaitheater presenteert Ictus jaarlijks een serie concerten. Het ensemble werd geregeld uitgenodigd door buitenlandse festivals, zoals Witten, Brooklyn Academy of Music, le Festival d'Automne à Paris, Royaumont, Villeneuve-lez-Avignon, Wien-Modern. Sinds 2000 organiseert het ensemble jaarlijks het Internationaal Compositie Seminarie in Brussel. Ze werkten met componisten en muzikanten als Toshio Hosokawa, Luca Francesconi, Jean-Luc Fafchamps, Magnus Lindberg, Takashi Yamane, Emmanuel Nunes, Jonathan Harvey, Steve Reich, Robyn Schulkowsky, Kai Wessel, James Wood, Gavin Bryars, Jan Michiels, Cédric Dambrain, David Shea, Mike Patton en vele anderen.
Jean-Luc Plouvier is artistiek directeur van Ictus sinds 1994. In '95 kwam de eerste afsplitsing van het ensemble, met het Ictus Wind Quintet. Later kwam daar het Ictus Piano-Percussie Kwartet bij. Aanvankelijk was Ictus een "mini-orkest", maar in de loop der jaren evolueerde het tot een experimenteler "elektrisch orkest", waarin ook de geluidstechnicus een volwaardige rol als muzikant kreeg. Sinds 2004 is het ensemble ook artist in residence bij de Opéra de Lille.

## Discografie (selectie)
- "Kinok" (Megadisc Classics - 1995) - Thierry De Mey, Ictus Ensemble, Georges-Elie Octors[46]
- "Related Rocks, Clarinet Quintet" (Megadisc Classics - 1998) - Magnus Lindberg, Ictus[47]
- "Ictus 2" (Megadisc Classics - 1998) - Luca Francesconi, Ictus[48]
- "Classic Works" (Tzadik Records - 1998) - David Shea, Ictus[49]
- "Invisible Mother" (Carbon 7 Records - 1999) - Aka Moon, Ictus[50]
- "In C" (Cypres Records - 2000) - van Terry Riley, door Ictus & Bl!ndman Kwartet[51]
- "Drumming" (Cypres Records - 2002) - van Steve Reich, door Ictus & Synergy[52]
- "Professor Bad Trip" (Cypres Records - 2004) - Fausto Romitelli, Ictus[53]
- "am001" (altremusiche.it - 2011) - Riccardo Nova, Ictus[54]
- "Laborintus II" (Ipecac Recordings - 2012) - van Luciano Berio, met Mike Patton, Ictus[55]

- Bibliothèque nationale de France: cb13992422w (data)
- Gemeinsame Normdatei: 5524588-2
- Library of Congress Control Number: no00099008
- MusicBrainz: d79a5489-8652-42ec-bd5a-0ac564be524e
- Nationale Bibliotheek van Israël: 987007444279205171
- Système universitaire de documentation: 121101088
- Virtual International Authority File: 199954858